# Comuna Jovtneve, Novomîrhorod
Jovtneve (în ucraineană Жовтневе) este o comună în raionul Novomîrhorod, regiunea Kirovohrad, Ucraina, formată din satele Jovtneve (reședința) și Morhunivka.

## Demografie
Componența lingvistică a comunei Jovtneve
     Ucraineană (98,24%)
     Alte limbi (1,76%)
Conform recensământului din 2001, majoritatea populației comunei Jovtneve era vorbitoare de ucraineană (98,24%), existând în minoritate și vorbitori de alte limbi.